# Против Онетора вторая
«Против Онетора вторая» — судебная речь древнегреческого оратора Демосфена, сохранившаяся в составе «демосфеновского корпуса» под номером XXXI, вторая из двух речей против Онетора. Была произнесена в 362 или 361 году до н. э.
Речь связана с вступлением Демосфена в наследственные права. Бывший опекун оратора Афоб был женат на сестре Онетора, но развёлся после того, как Демосфен вчинил ему иск на 10 талантов. Выиграв дело, оратор предъявил свои права на имущество Афоба, но Онетор заявил, «что это имение принадлежит его сестре как имущественный залог в обеспечении возврата её приданого». Тогда Демосфен привлёк Онетора к суду. В первой речи он утверждает, что ответчик не давал сестре никакого приданого, понимая, что имущество зятя может быть отсужено, и называет развод фиктивным. Во второй оратор отвечает на прозвучавшие возражения.
Либаний сообщает, что существовало мнение об авторстве Исея, но называет его малообоснованным.